# Der Quersack

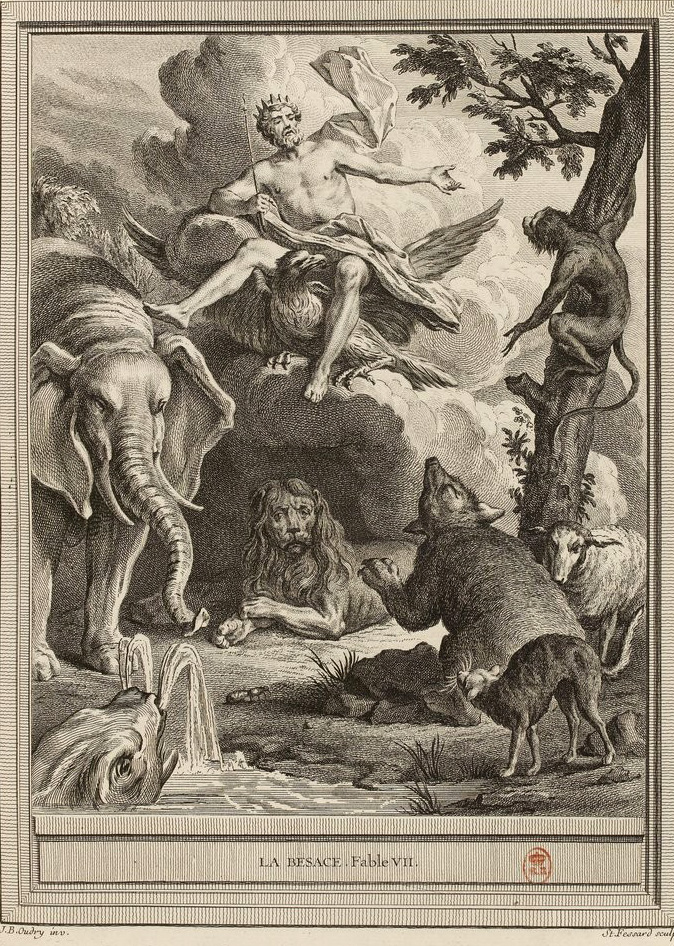
La Besace (Jean-Baptiste Oudry)

Der Quersack (französisch: La Besace) ist der Titel einer Fabel des französischen Dichters Jean de La Fontaine, die er 1668 als siebte im ersten Buch seiner Fabelsammlung eingeordnet hatte. Der Fabulist ließ sich von antiken Fabeln inspirieren, die genaue Quelle ist aber nicht gesichert. In der äsopschen Fabel „Jupiter und die zwei Säcke“ wird die gleiche Schlussfolgerung gezogen, die La Fontaine in eine Tierfabel umwandelt, indem er sie in einen lebhaften dramatischen Kontext stellt. In La Fontaines Version ist zuerst nicht ersichtlich, wie die Fabel zu ihrem Titel kommt, das geschieht erst durch das Verkünden der Moral am Ende der Fabel.

## Inhalt
Eines Tages berief Jupiter vom Himmel aus alles Getier zur Versammlung um seinen Thron. Wenn eines sich über die eigene Gestalt oder das eigene Wesen zu beschweren habe, möge es dies ohne Furcht vorbringen. Er fordert zuerst den Affen auf, seine Beschwerde vorzutragen. Der verkündet daraufhin, dass er mit seinem Aussehen sehr zufrieden sei, zeigt dann aber mitleidig auf den großen, unbeholfenen und „halbgeleckten“ Bären. Der Bär ist froh über seine bewundernswerte Figur, sagt aber über den massigen Elefanten, man könne noch zu dessen Schwanz einiges hinzufügen und von den Ohren etwas entfernen; der Elefant ist überzeugt, genau richtig zu sein, findet aber die Beleibtheit der Dame „Walfisch“ nicht nach seinem Appetit. Die Dame Ameise sieht sich als wahren Koloss gemessen an der winzigen Milbe („ciron“). Jupiter schickte sie alle heim, nachdem sich alle selbst gelobt hatten.
Die Moral: Wir sind Luchse gegenüber unseren Mitmenschen und Maulwürfe gegenüber uns selbst, wir vergeben uns selbst alles und nichts unseren Nachbarn. Wir wurden vom allmächtigen Schöpfer alle als Lumpenvolk mit einem Quersack auf dem Rücken erschaffen, die Hintertasche für unsere Fehler und die Vordertasche für die Fehler anderer.

## Interpretation
La Fontaine hat anders als seine Vorbilder seine Version der Fabel lebendig und metrisch abwechslungsreich gestaltet. Jupiter bietet den Tieren feierlich die Gelegenheit, über sich selber nachzudenken und gegebenenfalls sich zu verbessern, in seiner Ansprache stellt er seine eigene Größe heraus.
Den Affen lässt La Fontaine als Ersten seine Beschwerde vortragen, da er („pour cause“) am ehesten Grund dazu hat (der Affe gilt als das hässlichste und widerlichste der Tiere und zeichnet sich als Höfling durch fast universellen Verrat und Heuchelei aus).
Die Titelbezeichnungen Dame kommen bei La Fontaine oft vor – hier Dame fourmi (deutsch Frau Ameise) und Dame baleine (Frau Walfisch), die Respektbezeugungen für die Ameise als das fleißigste bzw. für den Wal als größtes Tier sind. Dame war einst ein Adelstitel, der nur Frauen von hohem Rang verliehen wurde, La Fontaine nutzte ihn hier auf komische Weise, um einen männlichen Charakter zu qualifizieren. Der Appetit des Elefanten, dem die beleibte Dame Baleine nicht entspricht, ist eine Anspielung auf einen Brief der Madame de Sévigné („M. le prince l’a lu d’un bout a tente, l’autre avec le même appétit“). Ciron (von ahd. sur) ist die Bezeichnung für ein fast unmerkliches Insekt, das zwischen Leder und Fleisch laicht.
Die sprichwörtlich scharfen Augen des Luchses bzw. die Blindheit des Maulwurfs hat er bei Rabelais aufgegriffen, der sie in diesem Zusammenhang schon in seinem Le Tiers Livre verwendet hatte, um die abwechselnde Blindheit und Sehschärfe der Selbstverliebtheit zu beschreiben. Rabelais wiederum entlehnte es dem Adagium, in dem Erasmus sagte, Plutarch definiere Wissbegier als „Liebe, vom Unglück anderer Menschen zu hören“ und, dass neugierige Menschen wie Vampire sind, die ihre Augen zu Hause austauschen, und sie wieder einsetzen, wenn sie ausgehen, mit dem Ergebnis, dass sie zu Hause nichts sehen und im Freien sehr klar sehen können.
Mit der Beschreibung des Bären nimmt La Fontaine Bezug auf die französische Redensart ours mal léché (halbgeleckter Bär) – ein halb geleckter Bär, der unvollendet blieb, war ein Symbol für Unbeholfenheit. Dieser Ausdruck kam aus dem Aberglauben, dass ein Bärenjunges als unförmige Masse geboren und von seiner Mutter in Form geleckt würde. Diese Vorstellung wurde ernsthaft bei Plinius, in Aristoteles’ Geschichte der Tiere (VI. 27) und von anderen antiken und auch mittelalterlichen Schriftstellern berichtet.
Nach dem Vers, in dem die „Walfischfrau“ als zu dick beschrieben wird, macht La Fontaine einen Sprung von den Größten direkt zu den Kleinsten im Tierreich. Jupiter reißt der Geduldsfaden, was die Feierlichkeit zerstört. Der Erzähler lässt Jupiter damit mit der burschikosen französischen Alternativbezeichnung Jupin zum Menschen werden, der die Krönung der Schöpfung ist und die Tiere an Dünkel und Verblendung übertrifft. La Fontaines Moral weist auf Gottes Fügung (den er fast respektlos einen „fabricateur souverain“ nennt), dass jeder seinen Bettelsack mit sich trägt – ansonsten überlässt er dem Leser, wie er mit der Lehre umgehen will.

## Hintergrund
La Fontaine griff für die Moral der berühmtesten seiner Fabeln über Eigenliebe einen der frühesten, maßgeblichsten und am häufigsten zitierten aller Anti-Selbstliebe-Texte „Wir sehen nicht, was sich in der Gesäßtasche befindet“ auf. Erasmus, der das Sprichwort ebenfalls kommentierte, nannte Catullus, Persius, Horace und Hieronymus unter den Nutzern des Fabel-Sprichworts. Es wurde auch von Rabelais und Montaigne verwendet.
Bei Äsop bzw. Phaedrus (Von den Lastern der Menschheit) hat La Fontaine die Idee vom Quersack entliehen, den Jupiter der Menschheit zum Tragen gab. Es ist ein doppelter Beutel, der in der Mitte geschlossen ist und somit zwei Taschen bildet. Über die Schultern gehängt, wurde er normalerweise von armen Wanderern oder Bettlern getragen. Von Avianus hat er den Auftritt der Tiere vor Jupiter, jedoch hat La Fontaines Version einen andern Sinn. Bei Avianus sollen die Tiere ihr Liebstes darbringen, das sie selber erschaffen haben, auch hier geht ein Affe voran – es ist eine Affenmutter, die voller Affenliebe ihr häßliches Kind als das schönste präsentiert.